# Sphodromantis balachowskyi
Sphodromantis balachowskyi é uma espécie de louva-a-deus da família dos Mantidae, sendo encontrados no Gabão e na República Centro Africana.